# ジェイムズ・ウィルソン (農務長官)

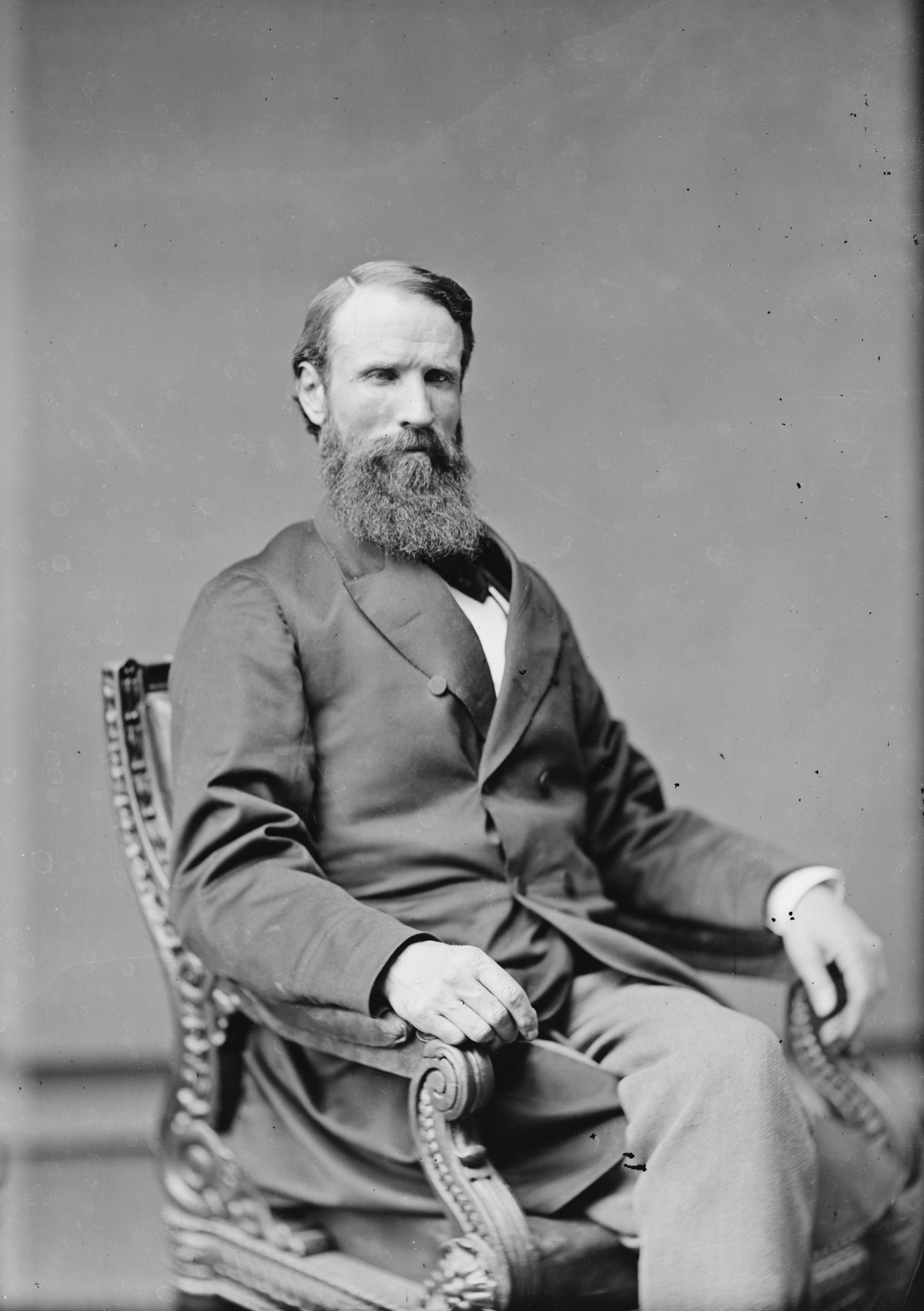
ジェイムズ・ウィルソン

ジェイムズ・ウィルソン（James Wilson, 1835年8月16日 - 1920年8月20日）は、アメリカ合衆国の政治家。1897年から1913年まで第4代アメリカ合衆国農務長官を務めた。

## 生い立ちと家族
1835年8月16日、ウィルソンはスコットランドのサウス・エアシャーにおいて誕生した。ウィルソンは14人兄弟の1人として生まれ、農村社会で成長した。1852年、ウィルソンの家族はアメリカへ渡り、コネチカット州に移住した。一家は1855年にアイオワ州に移り、トレア近郊に農場を設立した。

## 政治への関与
1867年、ウィルソンはアイオワ州議会議員に選出された。ウィルソンは1870年から1871年にかけて議長を務めた。その後ウィルソンは、現在のアイオワ州立大学で農学の教授となった。
1873年、ウィルソンは共和党員として連邦下院議員に選出された。ウィルソンは同名の上院議員ジェイムズ・F・ウィルソンと区別するため、タマ・ジム (Tama Jim) と呼ばれた。ウィルソンは連邦下院議員を2期4年務めた。その後ウィルソンは、1890年から1897年までアイワ州立大学で農学部の学部長を務めた。

## アメリカ合衆国農務長官
1897年、ウィリアム・マッキンリー大統領は農務長官にウィルソンを起用した。ウィルソンの名前は一躍、全国区となった。ウィルソンはその後、セオドア・ルーズベルト大統領、ウィリアム・タフト大統領の下でも継続して農務長官を務めた。結果的にウィルソンは1913年まで、3人の大統領の下で16年にわたって農務長官を務めた。
ウィルソンは農務長官として、農耕法の近代化に重点を置いた。ウィルソンはまた、食品の安全を検査・監視する大規模な組織の構築、内国を網羅する道路の整備などの政策も推し進めた。

## 晩年
ウィルソンは農務長官退任後、アイオワ州のトレアに隠居した。そして1920年8月26日、ウィルソンはトレアの自宅において死去した。